# Campigliaïta
La campigliaïta és un mineral de la classe dels sulfats, que pertany al grup de la devil·lina. S'anomena així per la seva localitat tipus. És l'anàleg de manganès de la devil·lina i la lautenthalita. El mineral presenta una combinació d'elements única: és l'únic sulfat de manganès i coure, sent la seva fórmula química Cu₄Mn²⁺(SO₄)₂(OH)₆(H₂O)₄.

## Classificació
Segons la classificació de Nickel-Strunz, la campigliaïta pertany a «07.D - Sulfats (selenats, etc.) amb anions addicionals, amb H₂O, amb cations de mida mitjana només; plans d'octaedres que comparteixen vores» juntament amb els següents minerals: langita, posnjakita, wroewolfeïta, spangolita, ktenasita, torreyita, christelita, devil·lina, ortoserpierita, serpierita, niedermayrita, edwardsita, carrboydita, glaucocerinita, honessita, hidrohonessita, motukoreaita, mountkeithita, shigaïta, wermlandita, woodwardita, zincaluminita, hidrowoodwardita, zincowoodwardita, natroglaucocerinita, nikischerita, felsőbányaïta, lawsonbauerita, mooreïta, namuwita, bechererita, ramsbeckita, vonbezingita, redgillita, calcoalumita, nickelalumita, kyrgyzstanita, guarinoïta, schulenbergita, theresemagnanita, UM1992-30-SO:CCuHZn i montetrisaïta.

## Característiques
La campigliaïta és un sulfat de fórmula química Mn2+Cu₄(SO₄)₂(OH)₆·4H₂O. Cristal·litza en el sistema monoclínic.

## Formació i jaciments
Es forma com a mineral secundari en les zones oxidades en skarns de sulfurs metàl·lics. Només s'ha descrit a Austràlia, Itàlia, Regne Unit i els EUA.